# Đội tuyển bóng đá bãi biển quốc gia Các Tiểu vương quốc Ả Rập Thống nhất
Đội tuyển bóng đá bãi biển quốc gia Các Tiểu vương quốc Ả Rập Thống nhất đại diện Các Tiểu vương quốc Ả Rập Thống nhất ở các giải thi đấu bóng đá bãi biển quốc tế và được điều hành bởi Hiệp hội bóng đá Các Tiểu Vương quốc Ả Rập Thống nhất, cơ quan quản lý bóng đá ở Các Tiểu vương quốc Ả Rập Thống nhất.

## Đội hình hiện tại
Chính xác tính đến tháng 9 năm 2013
Ghi chú: Quốc kỳ chỉ đội tuyển quốc gia được xác định rõ trong điều lệ tư cách FIFA. Các cầu thủ có thể giữ hơn một quốc tịch ngoài FIFA.
| Số | VT | Quốc gia | Cầu thủ            |
| -- | -- | -------- | ------------------ |
| 1  | TM |          | Mohamed Al-Jasmi   |
| 2  | HV |          | Haithan Al-Kaabi   |
| 3  | HV |          | Mohamed Bashir     |
| 4  | TĐ |          | Ali Daryaei        |
| 5  | HV |          | Abdulhusain Kadhem |
| 6  | HV |          | Kamal Al-Balooshi  |

| Số | VT | Quốc gia | Cầu thủ                       |
| -- | -- | -------- | ----------------------------- |
| 7  | HV |          | Hasan Al-Hammadi              |
| 8  | TĐ |          | Rami Al-Mesaabi               |
| 9  | TĐ |          | Ali Karim (Karim Al-Balooshi) |
| 10 | HV |          | Walid Mohammadi               |
| 11 | TĐ |          | Adel Ranjbar                  |
| 12 | TM |          | Humaid Al-Balooshi            |

Huấn luyện viên: Marcelo Mendes

## Ban huấn luyện hiện tại
- Trợ lý kỹ thuật: Gilberto Costa
- Đại biểu trưởng: Bader Hareb

## Thành tích
- Thành tích tốt nhất tại Giải vô địch bóng đá bãi biển thế giới: Hạng 15
  - 2013
- Giải vô địch bóng đá bãi biển châu Á: Vô địch
  - 2007, 2008